# Gaultheria longiracemosa
Gaultheria longiracemosa är en ljungväxtart som beskrevs av Y. C. Yang. Gaultheria longiracemosa ingår i släktet Gaultheria och familjen ljungväxter. Inga underarter finns listade i Catalogue of Life.